# Cerylon
Cerylon is een geslacht van kevers uit de familie dwerghoutkevers (Cerylonidae). De wetenschappelijke naam van het geslacht werd in 1802 gepubliceerd door Pierre André Latreille. Cerylon is het grootste geslacht in de familie.
Cerylon is een geslacht van kleine kevers die meestal aangetroffen worden onder de bast van dode bomen. De volwassen kevers zijn vrij afgeplat en hebben min of meer evenwijdige zijden. De rugzijde is glanzend. De larven leven in spleten in de bast van halfdode bomen. Cerylon komen vooral voor in het Holarctisch gebied, maar ook in het Oriëntaals gebied en het Afrotropisch gebied met inbegrip van Madagaskar.